# Мала Печенга
Мала Печенга (рус. Малая Печенга) река је која протиче преко северозападних делова Мурманске области, на крајњем северозападу европског дела Руске Федерације. Целом дужином свога тока тече преко територије Печеншког рејона.
Река Мала Печенга је дугачка 30 km, а њено сливно подручје обухвата територију површине 234 km². Њен ток одликује се бројним меандрима, тече у смеру севера и улива се у реку Печенгу као њена десна притока на њеном 30. километру.